# Tüney, Çankırı
Tüney là một xã thuộc thành phố Çankırı, tỉnh Çankırı, Thổ Nhĩ Kỳ. Dân số thời điểm năm 2010 là 444 người.